# Frederick Sturdee
Frederick Charles Doveton Sturdee (Lewisham, 9 juni 1859, 7 mei 1925) was een Brits admiraal tijdens de Eerste Wereldoorlog.
Hij versloeg admiraal graaf Maximilian von Spee tijdens de slag bij de Falklands. Hij voerde nadien het bevel tijdens de Slag bij Jutland. Zijn grafzerk bevat een houten kruis, gemaakt van wrakhout van de Victory, het vlaggenschip van Horatio Nelson.

## Militaire loopbaan
- Naval Cadet: 15 juli 1871[1]
- Midshipman: 19 juli 1873
- Sub-Lieutenant: 9 juni 1878[1]
- Lieutenant: 7 februari 1880[1]
- Commander: 30 juni 1893[1]
- Captain: 30 juni 1899[1]
- Rear Admiral: 12 september 1908[1]
- Vice Admiral: 13 december 1913[1]
- Admiral: 17 mei 1917[1]
- Admiral of the Fleet: 5 juli 1921[1]

## Onderscheidingen
- Ridder Grootkruis in de Orde van het Bad op 1 januari 1921
  - Ridder Commandeur in de Orde van het Bad op 3 juni 1913
- Ridder Commander in de Orde van Sint-Michaël en Sint-George op 31 mei 1916[2]
  - Lid in de Orde van Sint-Michaël en Sint-George op 1 januari 1900
- Commandeur in de Koninklijke Orde van Victoria op 16 april 1906
  - Lid in de Koninklijke Orde van Victoria op 21 april 1903
- Baronet op 15 maart 1916
- Commandeur in het Legioen van Eer op 15 september 1916[3]
- Grootofficier in de Orde van Sint-Mauritius en Sint-Lazarus op 11 augustus 1917
- Grootlint in de Orde van de Rijzende Zon op 29 augustus 1917[4]
- Orde van de Rode Adelaar, 2e klasse[5]
- Commandeur in de Orde van de Verlosser[6]
- Orde van de Gestreepte Tijger, 1e klasse[7]
- Orde van Sint-Anna, 1e klasse[8]
- 1914-15 Ster[9]
- Egyptische Medaille[10]
- Khedive's Star in 1886[11]
- Kroningsmedaille van George V[12]
- Britse Oorlogsmedaille[13]
- Overwinningsmedaille in 1919[14]
- Croix de guerre 1914-17 met bronzen Palm[15]